# Arjamani
Arjamani (uralkodói nevén Menmaatré Szetepenamon) Meroé kusita uralkodója volt az i. e. 4. vagy 3. században.

## Említései
Egy Kawában talált sztélé említi; ez ma Koppenhágában található (Ny Carlsberg Glyptotek, AEIN 1708) A sztélén található szöveg hibás egyiptomi nyelven íródott, és nem teljesen érthető, de említi a király 9. uralkodási évét. Kawából egy második sztélé is előkerült (ma Londonban, British Museum, 1777), ez a 24. uralkodási évet említi, de a király neve nem olvasható rajta. A sztélét stilisztikai alapokon datálták Arjamani uralkodási idejére, így a királyról tudni, hogy legalább 23 évig uralkodott.
A koppenhágai sztélé Ámon-Ré, Mut és Honszu előtt ábrázolja a királyt, alatta a szöveg részben elpusztult, és hibás nyelvezetű, így nehezen olvasható. A szöveg a 3. uralkodási évvel és a király részben elpusztult titulatúrájával kezdődik. Ezt egy Ámon-Réhez intézett ima követi, az ezt követő sorok pedig az uralkodótól az isten részére juttatott adományokat sorolják. Az évkönyv jellegű szövegben a 8. és a 9. uralkodási év is fennmaradt, ezen túlmenően megemlít egy 21. évet, de kétséges, hogy ez is Arjamanira vonatkozik. A második sztélé szintén adományokat listáz, egy ismeretlen uralkodó 9. és 23. éve között. A 24. év említése szintén rekonstruáltható rajta, de jelentése és kontextusa elveszett. A szöveg talán az első sztélén olvasható szöveg folytatása.
Arjamanit valószínűleg Dzsebel Barkalban temették el, a 11. vagy 14. piramisba.

## Datálása
Arjamani datálása erősen problematikus. Sztéléjének stílusa, trónja és Hórusz-neve ramesszida hatást mutat, ennek alapján az i. e. 3. század elejére helyezhető, amikor a ptolemaida Egyiptomra is jellemző volt a ramesszida kor hatása (I. Ptolemaiosz például a Szetepenré-Meriamon uralkodói nevet használta), és amikor más núbiai uralkodók, például Gatiszen is a ramesszidákat utánozták. Az egyiptomi nyelv hibás használata Nasztaszen korára vagy annál későbbre datálja. Török László szerint „Arjamani és más, hasonló nevet viselő uralkodók (Aktiszanész, Irike-Pije-qo, Szabrakamani) ramesszida stílusú nevei és emlékművei az i. e. 4. század végére és a 3. század első felére datálandóak”. Mások, köztük Robert Morkot a ramesszida stílust annak tudják be, hogy a király nem sokkal a ramesszida kor után uralkodott; Morkot Alarával tartja azonosnak Arjamanit.

## Címei
A núbiai uralkodók az egyiptomi fáraókhoz hasonló ötelemű titulatúrát vettek fel.
- Hórusz-név: Kanaht Meriré („A hatalmas bika, Ré kedveltje”)
- Prenomen: Uszermaatré Szetepenré („Ré igazsága erős; Ré választottja”)
- Nomen: Sziamon Iriamon (Arjamani) Meriamon („Ámon fia, Arjamani, Ámon kedveltje”)[2]

## Fordítás
- Ez a szócikk részben vagy egészben  az   Aryamani című angol Wikipédia-szócikk ezen változatának fordításán alapul.  Az eredeti cikk szerkesztőit annak laptörténete sorolja fel. Ez a jelzés csupán a megfogalmazás eredetét és a szerzői jogokat jelzi, nem szolgál a cikkben szereplő információk forrásmegjelöléseként.